# تياغو دي ليما سيلفا
تياغو دي ليما سيلفا (بالألمانية: Thiago De Lima Silva)‏ (1 نوفمبر 1983 بالبرازيل - ) هو لاعب كرة قدم نمساوي وبرازيلي في مركز الهجوم. لعب مع نادي غروديغ وFC Balzers ‏ وFC Rätia Bludenz ‏ ودورنبيرن 1913 ‏ وSC-ESV Parndorf 1919 ‏ وSC Austria Lustenau ‏ وSport Club Corinthians Paulista B ‏.

## وصلات خارجية
- تياغو دي ليما سيلفا على موقع قاعدة بيانات كرة القدم.إي يو (الإنجليزية)
- تياغو دي ليما سيلفا على موقع Soccerway.com (الإنجليزية)
- تياغو دي ليما سيلفا على موقع عالم كرة القدم.نت (الإنجليزية)